# Den anglikanske kirke
Den anglikanske kirke eller Den anglikanske kommunion er en fællesbetegnelse for en række kirker med udspring i Den engelske kirke (Church of England). Kirkerne er reformerede, men har samtidig stærke træk fra katolicismen, fordi den engelske reformation havde en anden form end den, som fandt sted i fx Tyskland og Skandinavien. I USA og i Skotland kaldes den gerne Episcopalian, dvs. 'biskoppelig'.

## Historie
Den anglikanske kirke grundlagdes af Henrik 8. af England pga. uenigheder med pavestolen. Henrik 8. ønskede at skilles fra sin kone, men fik ikke pavens tilladelse. Som modtræk dannede Henrik den anglikanske kirke, hvor skilsmisser blev tilladt. Ved afskaffelsen af katolicismen blev Henrik 8. overhoved for kirken, og magtbalancen i England ændrede sig. Henrik 8. brugte sin magt til at fratage alle klostre deres kostbarheder og bruge dem på krigsførelse mod Frankrig.

## Struktur
Den anglikanske kirke er organiseret i nationalkirker og er særligt fremtrædende i tidligere britiske kolonier. 
Øverst i Den anglikanske kirke står ærkebiskoppen af Canterbury (til 2013 Rowan Williams). Han har ingen direkte magt i de enkelte kirker, men leder samarbejdet mellem dem og er åndeligt overhoved.
Hver nationalkirke ('provins') er ledet af en primas, som har forskellige titler i de forskellige lande; i de fleste lande kaldes han ærkebiskop.
Der findes tre niveauer i kleresiet: Biskop, præst og diakon. Der kræves ikke præstelig cølibat. Kvinder kan ordineres til diakon i de fleste provinser, til præst i mange og til biskop i få.
De kirker, der hører direkte under den anglikanske kirker, er i kommunion (nadverfællesskab) med en række andre kirkesamfund, særligt gennem Porvoo-fællesskabet, der primært omfatter lutherske kirker i Skandinavien og Baltikum, inklusive den danske folkekirke.

## Lære
Anglikansk lære er baseret på skriften, traditionen og fornuften. Det sidste betyder, at læren per definition er foranderlig. Ved siden af Bibelen støtter den sig til de tre store trosbekendelser (den apostoliske, den nikæno-konstantinopolitanske trosbekendelse og den athanasianske trosbekendelse), Book of Common Prayer og de Niogtredive artikler. De 39 er calvinsk inspireret, og deres anvendelse varierer fra et land til land.
Der er store indre forskelle med højkirkelig og lavkirkelig som centrale inddelinger. De forskellige grupper strækker sig helt fra dem, der ligner den romersk-katolske kirke til forveksling, og til dem, der næsten er calvinske. Flertallet hører til den "bredkirkelige" tradition (Broad Church), som ligger mellem de to yderpunkter.

## Kirkerne

### Medlemskirker
- Den anglikanske kirke i Aotearoa, New Zealand og Polynesien
- Den anglikanske kirke i Australien
- Den anglikanske kirke i Canada
- Den anglikanske kirke i Sydamerika
- Den anglikanske kirke i Kenya
- Den anglikanske kirke i Korea
- Den anglikanske kirke i Mexico
- Den anglikanske kirke i Papua Ny Guinea
- Den anglikanske kirke i regionen Central-Amerika
- Den engelske kirke
- Den episkopale kirke (USA)
- Den episkopale kirke i Brasilien
- Den episkopale kirke i Jerusalem og Mellemøsten
- Den episkopale kirke i Sudan
- Den episkopale kirke på Cuba
- Den filippinske episkopale kirke
- Den irske kirke
- Den lusitanske kirke i Portugal
- Den nigerianske kirke
- Den skotske episkopale kirke
- Den spanske reformerte episkopale kirke
- Den ugandiske kirke
- Hong Kong Sheng Kung Hui
- Kirken i provinsen Burundi
- Kirken i provinsen det indiske hav
- Kirken i provinsen det sydlige Afrika
- Kirken i provinsen Melanesien
- Kirken i provinsen Myanmar
- Kirken i provinsen Rwanda
- Kirken i provinsen Centralafrika
- Kirken i provinsen Sydøstafrika
- Kirken i provinsen Tanzania
- Kirken i provinsen Vestafrika
- Kirken i provinsen Vestindien
- Kirken i Wales
- Nippon Dei Ko Kai (Japan)

### Kirker i fuld kommunion
- Den bangladeshiske kirke
- Den gammelkatolske kirke
- Den nordindiske kirke
- Den pakistanske kirke
- Den sydindiske kirke
- Mar Toma syriske kirke i Indien

## Eksterne links
- Den anglikanske kirke St. Alban´s English Church i København Arkiveret 8. november 2005 hos  Wayback Machine
- Den officielle hjemmeside Arkiveret 19. marts 2009 hos  Wayback Machine – på engelsk